# Франческо Фоскари
Франческо Фоскари (19. јун 1373, Млеци - 1. новембар 1457, Млеци), припадао је племићкој млетачкој породици.
Франческо је служио у Венецијанској Републици у бројним званичним функцијама—као амбасадор, председник Већа четрдесеторо, члан Већа десеторице, инквизитор, прокуратор Светог Марка, авогадор комуне— пре него што је изабран 1423. победивши другог кандидата, Пјетра Лоредана. Његов задатак као дужда је био да води Венецију у дугој и дуготрајној серији ратова против Милана, којим су управљали Висконти, који су покушавали да доминирају целом северном Италијом.
Био је 65. млетачки дужд и владао је од 1423. до 1457, када га је Савет десеторице натерао на абдикацију. Најдуже је владао Млетачком републиком. Водио је и неколико ратова са разним противницима. Подржавао је ренесансу, а саградио је и базилику Санта-Марија Глориоза деи Фрари.

### Младост и успон навласт
Био је син грофа Падовске околине Ђованија Николоа и Катарине Јоване  и унук Фрање Фоскарија. Династија Фоскари настала је 1331. године. Већ 1395. године оженио се Маријом Андреом Приули (Банцо), која му је родила четворо деце. Године 1400. постао је сенатор, а 1404. године постао је члан десеточланог савета.  Године 1418. постао је прокуратор Светог Марка, други најважнији канцелар у Републици. Био је амбасадор султана Мехмеда I Челебије и угарског краља Жигмунда. Био је брилијантан говорник, са одличним памћењем и имао је велику моћ убеђивања.

### Одмах по доласку на власт

#### Мир са Србима
Франческо је 15. априла 1423. године изабран за млетачког дужда. Први Франческов велики потез био је не славни мир са Србима 12. августа, када је Франческо обавезао да ће Србима да плаћа данак 1000 дуката, а херцеговинском војводи Сандаљу Хранићу 600 дуката. Франческо је морао да преда Србима Дриваст, Бар и Будву, али је присвојио 2 српска опсадна утврђења око Скадра.

#### Помоћ Византији
У то време Турци су опседали Цариград, а византијски цар Манојло II Палеолог звао је католике у помоћ. Једино му се одазвао Франческо који је 14. септембра примио Солун.

### Односи са угарскимкраљемЖигмундом
Франческо је ускоро ступио у савез са босанским краљем Твртком II Котроманићем, против угарског краља Жигмунда, али рат никад није почео, јер је морао да ратује у Ломбардији, против Миланског војводства, а да стање буде још горе 1424. године догодила се велика суша. Већ августа 1425. године Жигмунд га је позвао у рат против Турака, али после освајања Оршаве, Жигмунд је морао да се повуче јер су хусити однели неколико победа на северу у Бохемији. У лето 1426. Франческо је напао српске поседе у Зети. Српски деспот Стефан Лазаревић позвао је Жигмунда у помоћ. Новим уговором о миру деспот је Франческу признао Паштровиће и Грбаљ. Жигмунд му је опростио што је напао свог вазала
Стефана, чак га је пошто му је веровао поново позвао у рат против Турака, што је Франческо одбио.

### Марамонтеова побуна
Године 1427. или 1428. у Зети је избила побуна законитог престолонаследника Стефана Балшића Марамонтеа. Марамонте је крајем 1429. године освијио Дриваст и опљачкао околину Улциња. Марамонте је придобио један део Арбанаса. Франческо му је преценио главу за 500 дуката. Због те побуне Франческова војска није могла да брани остале делове државе, па су Турци у савезу са Србима у пролеће 29. марта 1430. године заузели Солун и опљачкали га, а највише је било робља. Марамонте се пошто се уплашио од Турака предао Франческу и постао његов заменик. Марамонте је добио задатак да ратује по Ломбардији, где је и умро.

### Стање у Млецима
Током друге половине треће деценије XV века десиле су се у Млетачкој републици многе природне катастрофе, као плиме и поплаве, а 1431. године и мраз у Лагуни. Незадовољни дуждем 1430. године, породица Лоредан и Андрија Контарини покушали су атентат на дужда, али им није успело. Ратови током дуждевог живота су осиромашили државну касу, а од куга су му умрла 4 детета, али на крају жив је само остао син Ђаком (Ђакопо).

### Односи са Србима
Да би се борио против Турака у Албанији Франческо је 14. августа склопио мир са Србима, али умасто да нападне Турке Франческо је напао Сандаља и освојио Котор и околну Херцег Новија, а 31. децембра у савезу са Србима освојио је Херцег Нови, а потом је свргнуо зетског митрополита и поставио надбискупа. После пада Смедерева, 1440. године српски деспот Ђурађ Бранковић побегао је у Зету, где је тражио смештај и град Улцињ. Дужд је на ово прво пристао али ово друго је одбио. У то време Франческо је био у рату са Угарима и одсекао је Угарску од мора, а онда дошао у сукоб са Херцеговином и Османским царством, али и ако није могао то да уради обећао је деспоту да ће посредовати за српско-турски мир. Ђурађ чувши за то отишао је у Млетке, али је 9. јула преко Шибеника и Дубровника Ђурађ је отишао за Зету, јер је схватио да Франческо није био у стању да му помогне.

### Франческо као босански престолонаследник
Са босанским краљем Твртком II Котроманићем од кад му је Франческо позајмио 32 000 дуката, Млетачка република је била савезник. Твртко је од Франческа тражио да му дозволи да се у случају потребе склони у Млетке, да Млечани извозе уружије у Босну и изјављивао је да после његове смрти Франческо завлада Босанским краљевством јавно или тајно и да рахи са њим шта год хоће. 21. фебруара 1441. године Франческо је одговорио да пристаје, али само није одговорио за босанско наследство.

### Рат против Херцеговине и Франческо у Варнинском крсташком рату
Стефан Вукчић Косача пошто му је Франческо преотео Будву и Љуштич дошао је у сукоб са њим. У први мах Франческо је опљачкао обалу Херцеговине и помагао побуну Владислава Херцеговића, Стефановог сина против оца. Та побуна донела је Стефану пораз пред Баром 22. октобра 1442. године. По наредби Ђурђа Бранковића у знак захвалности Франческу, зетски градови које су држали Срби предати су млетачким снагама. Напуљско отимање Јакинске марке од млетачког штићеника Фрање Сфорце довело је до напуљско-млетачког рата, али так 19. фебруара 1444. године успео је да се склопи напуљско-херцеговински савез против Млетачке републике. На Франческову страну стао је босански краљ Томаш Остојић и од пролећа босански великаш Радослав Павловић, али до рата је дошло тек после Франческовог одласка у крсташки рат против Османлија.
Дана 22. јуна кренула је млетачка флота од 16 галија (8 папских, 8 републичких), а придружила им се и армада бургундског војводе Филипа III Доброг са грчком флотом. Ова флота имала је задатак да помаже прелазак хришћана преко Дунава и спречава долазак турског појачања из Азије у Европу. Прва борба водила се против Зете где се Франческо учврстио, али после одласка хришћанске флоте Напуљци су дошли у Зету са својом флотом и опљачкали Херцег Нови. После пораза хришћанске флоте Франческо је оптужио папу. У савезу са Томашем, Франческо је на повратку из рата освојио Омиш. 23. августа 1445. године дошло је до мира, да би се Франческо борио против агресивних Турака којим Франческо добија Бар. Иако су га Корчулани стално звали против херцега, он није хтео да поквари мир.

### Нови млетачко-напуљски рат
У мају 1448. године Зећани и Арбанаси се буне против млетачке власти, али да стање буде још горе немачки краљ Фридрих III Хабзбург упао је у Ломбардију и покорио читаву северну Италију. Тако је Франческо био не омугућен да гуши побуну. То су искористили Напуљци, који су жудели за Омишом и уплели се у лето 1449. године у нови рат са Франческом. Франческо у том транутку није могао да брани своје поседе од Напуљаца јер се у савезу са Скендер-бегом борио против албанских Турака. Тако да је 1450. године дошло до новог мира.

### Сукоби на западном делу балканског полуострва
Године 1451. Франческо је од Угара освојио Сењ, Крк и цело приморје од Зрмање до Рјечине, а крајем године почела је нова Франческова борба са Херцеговином, али борба заправо никад није почела. Уместо против Франческа, Стефан је окренуо војску против Дубровника. Стефан, који се борио у савезу са Турцима тражио је да Франческо остане неутралан, али Франческо није послушао херцега него је почео преговоре са Турцима, да повучу војску, али није се много упуштао у то. Крајем априла Франческо је одустао од преговора, али се прикључио рату на дубровачкој страни. Томаш се у зиму поново придружио млетачкој флоти, која је добила од њега долину Неретве. Франческо, који је већ одавно био љубоморан на Дубровачку републику, окренуо се против ње, али Томаш је остао на дубровачкој страни. Франческо је борећи се против Томаша продро у Босну, али се повукао да би искористио повлачење немачке царске армије из Ломбардије. После тог повлачења Франческо је освојио Ломбардију, али то је искористо краљ Томаш и освојио Дријево на Неретви. У то време Зећани су све више признавали Франческа за свог владара, али Паштровићи љути на Которане и Франческа што су их опљачкали, побунили су се, али Франческо је митом и обећањима придобио неке Зећане.

### Стефан Црнојевић
Франческо је у то време за свог горњозетског капетана (војводу), са седиштем у Жабљаку, поставио најмоћнијег зетског великаша Стефана Црнојевића. Стефан који је на то пристао јер је хтео да се обрачуна са херцегом, добио је: Паштровиће, Љеш, Љуштич, Богдаш и Грбаљ. Стефан се брзо учврстио на том положају и потпуно је потукао две српске војске, али у јесен 1453. године Срби су однели тако велику победу да су чак освојили и Жабљак. У то време Турци су Србима одузели Косово. Српски деспот плашећи се за своје Зетске поседе понудио је Медун, прастари тврди град Горње Зете, Франческу. Што је овај прихватио, али град су освојили Турци, који су потом продрли дубоко у Горњу Зету. Стефан је одмах потом пожурио да усаврши односе са Франческом, што је и учинио. Убрзо се заклео на верност скадарском привудору Ђованију Баланију, заједно са: Оногоштанима, Бјелогливаћима, Пиперима, Лужанима, Кастариотима, Аријантима, Топијама, Спанима...

### Рат за хрватску банску част
После смрти хрватско-далматинског бана Петра Таловца 1453 дошло је до рата око власти. Као кандидати су се истакли: Улрих III Цељски, Стефан Томаш и херцег. Франческо је стао на страну Улриха, а као награду за ту лојалност требало је да добије Книн. Пошто се Томаш плашио Улриха и није се због тог страха се није прикључио рату, Франческо се борио са херцегом који је већ у борби освојио не приморски део Далмације. Франческо је у тој борби освојио: Клис, Чавињу, Сињ и Петровац, али изгубио Омиш. Тада је дошло до преговора и мира, тада се Франческо окрануо против Улриха, и доиста већ, следеће 1456. године узео је под заштиту Томаша, позајмивши му 100 билистара. Угарски краљ Ладислав V Посмрче, звао га је у помоћ против београдског заповедника, убице Улриха, Ладислава Хуњадија, али Франческо није стгао да му пошаље помоћ.

### Абдикација и смрт

#### Узрок абдикације
Ђаком је био дуждев једини син који је преживео кугу. Био је образован, несмотрен, инталигентан и волео је луксуз. 17. фебруара 1445. године био је оптужен од стране лидера Савета десеторице, Фрранческа Лорадана, на примање дара од миланског војводе Филипа Марије Висконти да претуче Франческовог унука војводу Петра, на изборима. У Трсту савет га је помиловао, али га је ипак прогнао у Нафплио, али на крају су морали да га пребаце у Тревизо. Због дуждевог преклињања 13. септембра 1447. године Ђаком је помилован. 5. новембра 1450. године дошло је до смртног рањавања Ермолаоа Донатоа. Савет је сумњао на Ђакома, кога је 2. јануара 1451. године ухватио мучио и прогнао у Кандију. Ђаком је 1456. године оптужен за заверу против владе па је затворен у затвор у Ханији, где је убрзо умро.

#### Абдикација
Дана 19. октобра 1457. године савет је тражио дуждеву оставку, али он је то упорно одбијао. 22. октобра са тим се сложио Велики савет, који га је ухватио и сломио му владарски прстан И са братом Марком морао је да изађа из Дуждеве Палате. После тог свргавања Пасвале Млепијеро је изгласан за дужда.

#### Смрт
У својој кући Санта Маргарита, 1. новембра Франческо је умро, а уз пратњу новог дужда сахрањен је у својој задужбини Базилици Санта-Марија Глориоза деи Фрари.

## Отимање православних светиња Боке которске и предавањ истих которском бискупу
Након тровања православних монаха и рушења манастира архангела Михаила на Михољској превлаци, фалсификована је диплома, да би властела которска присвојила Михољски збор, тј. област манастира архангела Михаила. На основу те дипломе дужд млетачки Фоскари год. 1455. издаје наредбу против шизматика (православних) у дијецези которској у корист которског биксупа, да се натерају плаћати, који работају баштине и земље црквене, особито ових цркава: Св. Михајила и Св. Марије на Превлаци, Св. Гаврила и Св. Петра у Богдашићима, Св. Александра у Љешковићима, Св. Луке и Св. Николе у Луштици и свију других цркава и црквица, што је митрополит шизматички или славенски под собом држао. Тако је католички биксуп которски постао наследник имовине православног владике зетског у Боки. 

## Породично стабло
| \| \| \| \| \| \| \| \| 4. Фрања Фоскари \| \| \| \| \| \| \| \| \| \| \| \| \| \| \| \| \| \| \| \| \| \| \| \| \| \| \| \| \| \| \| \| \| \| \| \| \| \| \| \| \| \| 2. Ђовани Николо \| \| \| \| \| \| \| \| \| \| \| \| \| \| \| \| \| \| \| \| \| \| \| \| \| \| \| \| \| \| \| \| \| \| \| \| \| \| \| \| \| \| \| \| \| \| \| \| 5. \| \| \| \| \| \| \| \| \| \| \| \| \| \| \| \| \| \| \| \| \| \| \| \| \| \| \| \| \| \| \| \| \| \| \| \| \| \| \| \| \| \| \| \| \| \| \| \| 1. Франческо Фоскари \| \| \| \| \| \| \| \| \| \| \| \| \| \| \| \| \| \| \| \| \| \| \| \| \| \| \| \| \| \| \| \| \| \| \| \| \| \| \| \| \| \| \| \| \| \| \| \| \| \| \| \| \| \| \| \| \| \| \| \| \| \| \| \| \| \| \| \| \| \| \| \| \| \| \| \| \| \| \| \| \| \| \| \| \| \| \| \| \| \| \| \| \| \| \| \| 3. Катарине Јоване \| \| \| \| \| \| \| \| \| \| \| \| \| \| \| \| \| \| \| \| \| \| \| \| \| \| \| \| \| \| \| \| \| \| |                      |  |  |  |  |  |                  |  |  |  |
| |                      |  |  |  |  |  | 4. Фрања Фоскари |  |  |  |
| |                      |  |  |  |  |  |                  |  |  |  |
| |                      |  |  |  |  |  |                  |  |  |  |
| |                      |  |  |  |  |  |                  |  |  |  |
| | 2. Ђовани Николо     |  |  |  |  |  |                  |  |  |  |
| |                      |  |  |  |  |  |                  |  |  |  |
| |                      |  |  |  |  |  |                  |  |  |  |
| |                      |  |  |  |  |  |                  |  |  |  |
| | 5.                   |  |  |  |  |  |                  |  |  |  |
| |                      |  |  |  |  |  |                  |  |  |  |
| |                      |  |  |  |  |  |                  |  |  |  |
| |                      |  |  |  |  |  |                  |  |  |  |
| | 1. Франческо Фоскари |  |  |  |  |  |                  |  |  |  |
| |                      |  |  |  |  |  |                  |  |  |  |
| |                      |  |  |  |  |  |                  |  |  |  |
| |                      |  |  |  |  |  |                  |  |  |  |
| |                      |  |  |  |  |  |                  |  |  |  |
| |                      |  |  |  |  |  |                  |  |  |  |
| |                      |  |  |  |  |  |                  |  |  |  |
| |                      |  |  |  |  |  |                  |  |  |  |
| | 3. Катарине Јоване   |  |  |  |  |  |                  |  |  |  |
| |                      |  |  |  |  |  |                  |  |  |  |
| |                      |  |  |  |  |  |                  |  |  |  |